# Strangalia biannulata
Strangalia biannulata là một loài bọ cánh cứng trong họ Cerambycidae.